# 克利夫頓·斯普拉格
克利夫頓·艾伯特·弗雷德里克·斯普拉格（英語：Clifton Albert Frederick Sprague，1896年1月8日—1955年4月11日），暱稱"蛇行（英語：Ziggy）"，是二战时期美國海軍的军官。

## 生平
斯普拉格出生于马萨诸塞州多切斯特，就读于罗克斯伯里拉丁学校，並在1914年6月進入美国海军学院。他在那里有了“Ziggy”這個绰号（雖然与海军上将Thomas L. Sprague沒有親戚关係，但两人都就读于海军学院，后来从同一个班级毕业）。由于美国参与第一次世界大战，他提前一年在1917年6月28日得到少尉的任命，在199名畢業生當中排名第43名。他的妻子是作者的妹妹。

## 第一次世界大战
他的第一个任务是在炮艇惠靈號（PG-14），在那里他担任槍砲官、通讯官、领航员和执行官。在一战期间，惠靈號在大西洋和地中海担任船隊護航艦艇。在惠靈號时期，他被提升为中尉和上尉。一战之后在1919年10月，斯普拉格被任命为曼利號驅逐艦 (DD-74)的後备指挥官，為期两个月。此后他被分配到新战舰田納西號戰艦（BB-43）并担任了一年的第6舷砲砲官。

## 1920年至1940年 - 擔任海军飞行员
1920年12月3日，斯普拉格加入在佛罗里达州的彭薩科拉海軍航空基地，與另外33名同学一起担任飞行学生。他的第一次飞行是在1921年1月11日，当时他驾驶Curtiss N-9飞机飞行了20分钟。斯普拉格于1921年8月11日获得第2934号海军飞行员称号。由于他非常熟练，在两个月内，他被任命为彭萨科拉第三飞机中队的指挥官。
从1922年3月到1923年11月，斯普拉格被指配到大西洋舰队的水上飛機母艦萊特號(AV-1)的VS-1飞机中队。在1923年11月，他到下一个工作地点报到，华盛顿特区附近的海军航空站阿纳科斯蒂亚(Anacostia)，在那里他担任试飞员、航務官和执行官。作为一名试飞员，他于1923年在宾夕法尼亚州的费城的海军飞机工厂进行了实验和研究工作，在那里他为航空母舰弹射系统的开发做出了贡献。从1926年3月到1928年2月，他在实验室协助发明家卡尔·诺登，并在弗吉尼亚州漢普頓錨地海军航空站担任试飞员，从而改进了列星頓號航空母艦_(CV-2)和薩拉托加號航空母艦_(CV-3) 的Mark 1型航母阻拦装置系统 。
斯普拉格于1928年3月到列星頓號航空母艦报到，在那里他担任飞行甲板官和助理航空官。1929年1月，列星頓號航空母艦与蘭利號航空母艦 (CV-1)和薩拉托加號航空母艦一起参加了艦隊解難演習9號，这是对巴拿马运河的模拟空袭。斯普拉格在列星頓號的任期于1929年4月结束。斯普拉格在1929年5月回到美国海军学院，担任VN-8-D5的执行官。在1930年6月10日，晋升为少校。他在海军学院的任期于1931年11月结束。
1931年12月至1934年4月，斯普拉格在巴拿马担任VP-8中队指挥官。该中队是以水上飛機母艦萊特號(AV-1)為主，母港在诺福克海军造船廠。1933年，该中队被转移到夏威夷。在1934年2月，斯普拉格成为第一位以13小时完成夏威夷到中途島往返飞行的海军飞行员。从1934年5月到1936年7月，斯普拉格在弗吉尼亚州诺福克海军航空站担任航務官，他的部门为多个航空母舰的飛行中队提供服务。
1936年7月，斯普拉格被指配到新建成的航艦約克鎮号 (CV-5)担任航空官。在约克镇號開始服役之后，頭先的两次飛機着陆是由他驾驶的。此外，他也是第一个在约克镇號上测试弹射系统的飞行员。斯普拉格于1937年12月晋升为中校。整個1938年，他都在管理约克镇號的飛行部門和飞机中队。1939年2月，约克镇號参加了加勒比地区的艦隊解難演習20號。此后不久，斯普拉格于1939年6月离开航艦。1939年6月，斯普拉格被派到罗德岛纽波特的海军战争学院，在那里他学习了三个月，然后前往他首次負責指挥的軍艦，在华盛顿州布雷默顿的普吉特海湾海军造船厂內已經21岁的帕托卡號油轮（AO-9）去報到。斯普拉格一直担任帕托卡號的指挥官，直到1940年6月，他又被送回海军战争学院继续学习两个月。

## 第二次世界大战

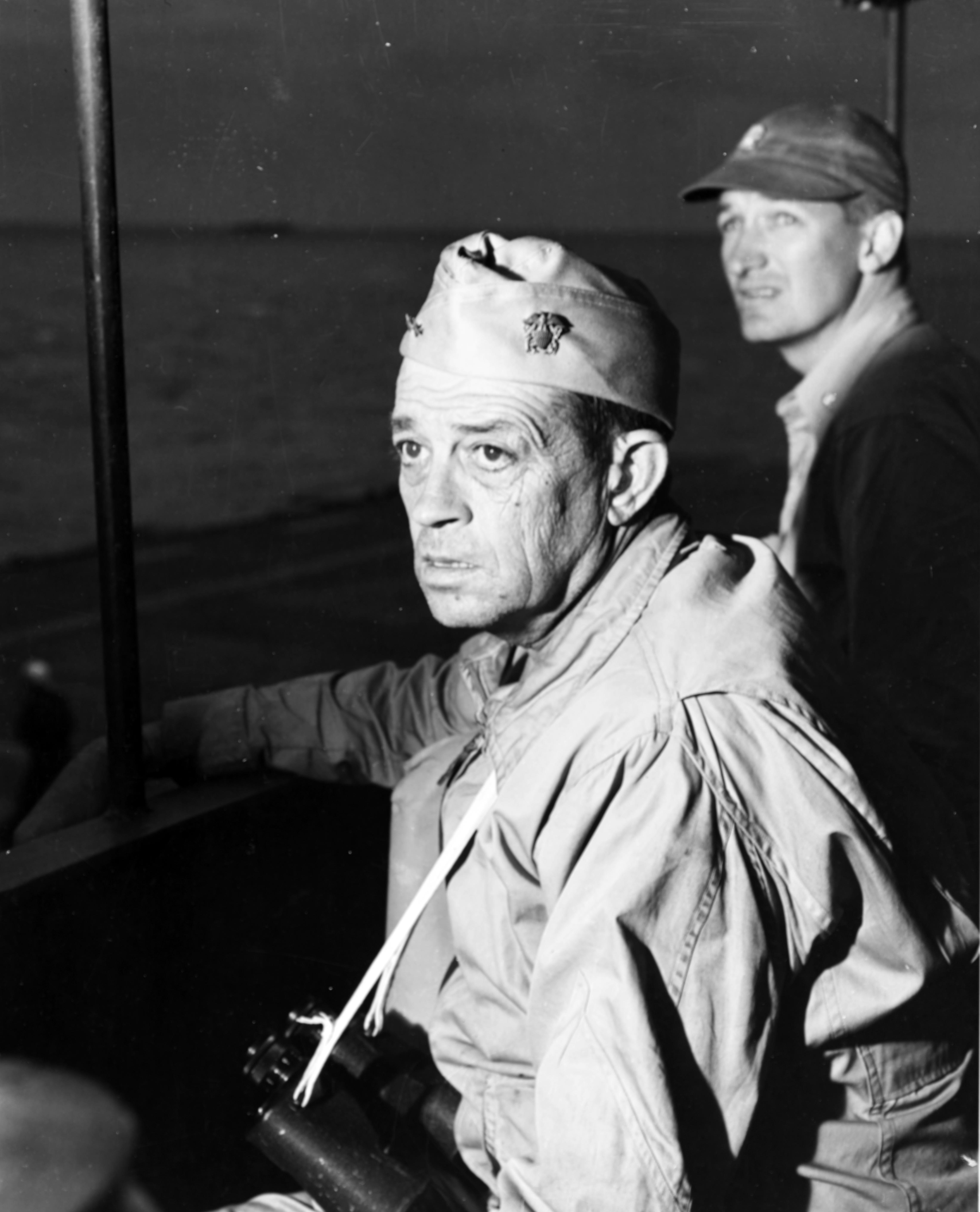
1945年4月，日本冲绳附近，在范蕭湾號 (CVE-70)上的斯普拉格

在加利福尼亚州的奥克兰，斯普拉格接管了丹吉爾號（AV-8）（Tangier）货船，它在1940年7月被改装成水上飛機母艦。丹吉尔號于1941年8月25日開始服役，此后不久就被指派到华盛顿的布雷默顿去装载鱼雷。丹吉尔號在她的母港夏威夷的珍珠港，伴隨第二舰队巡逻联队。在1941年12月7日那天的上午，丹吉尔號停泊在福特島西北侧的F-10碼頭。她是港口内第一批开火的船只之一，整个早上都与多架日本飞机交火。丹吉尔號被认为击落了三架敵机。由于他在珍珠港的领导有方，斯普拉格于1942年1月3日晋升为上校。1942年初，丹吉尔號在新喀里多尼亞服役。
1942年6月，斯普拉格被任命为佛罗里达州迈阿密領海疆域的航空官。他的职责包括改善防御、保持海上航道畅通，以及对抗那些在美国东南海岸的德国潜艇。在实现了他的目标之后，他于1943年3月调职。1943年4月，斯普拉格被调往华盛顿州西雅圖的海军航空中心，在那里他担任基地以及附近的沙点海军航空站的指挥官。于1943年10月，这一职務突然被中止，他被任命为新建造的快速舰队航艦胡蜂號航空母艦_(CV-18)的指挥官。
斯普拉格抵达麻薩諸塞州波士顿附近的伯利恒鋼鐵公司的福尔河造船厂之後，他接任胡蜂号的艦長，胡蜂号於1943年11月24日開始服役。这艘航艦很快被派往太平洋，在那里她参加了对抗日本的战争。1944年5月，胡蜂号的第一个战斗任务是摧毁马库斯和威克群岛上的敌机、设施和水面舰艇。1944年6月，胡蜂号参與進攻塞班岛和菲律賓海海戰。在离开胡蜂号不久之前的1944年7月9日，48岁的斯普拉格晋升为海军少将。
1944年7月23日，斯普拉格接替杰拉尔德·F·博根少將，成為第25航艦分隊的指挥官，他的旗艦是范蕭湾號（CVE-70）。1944年9月，他的艦隊支援了莫罗泰登陆。
斯普拉格的伟大成就在1944年10月25日來臨，当时他所率領的是第77.4護航航空母艦戰鬥群（TG 77.4）轄下的第77.4.3分遣艦隊（TU 77.4.3），无线电呼号是「塔菲3號」（Tuffy 3），由6艘护航航空母舰、3艘驱逐舰和4艘护航驱逐舰所组成。他指揮麾下各艦在菲律宾薩馬島附近的薩馬島海戰中击退了具有极大优势的日軍中央部队，這是由日本海军上将栗田健男所率領的4艘戰艦、6艘重巡洋舰、2艘輕巡洋艦、11艘驱逐舰所組成的強大艦隊。栗田艦隊的出現让斯普拉格措手不及，斯普拉格冷静地以最大限度利用风和天气调动他的部队，與此同时他的艦載機飞行员去轰炸和扫射前來攻击的敵人艦只，甚至在弹药耗尽之后进行空跑。他下令麾下的驅逐艦群施放烟雾以掩護水面戰力薄弱的護航航空母艦，然后再命令驅逐艦群用鱼雷进行反击。「塔菲3號」的驱逐舰及护航驱逐舰奮勇向日軍艦隊衝鋒，与日軍戰艦、巡洋艦群进行近距離的砲战。雖然「塔菲3號」被栗田艦隊重击，四艘艦隻遭擊沉，其餘大部分都受损，但斯普拉格成功地让栗田掉头轉向，阻止日軍攻擊预定的戰鬥目标——那些停泊在莱特岛外易受攻击的美軍登陸艦艇——并击沉了日軍中央部队的三艘重型巡洋舰。斯普拉格因在萨马島海戰中展現的领导能力而被授與海軍十字勳章。
1945年2月19日，斯普拉格登上納托馬灣號護航航空母艦（CVE-62）担任第26航空母艦分隊的指挥官，启程前往入侵硫磺岛，他的部队为岸上的海军陆战队提供近距离空中支援。次月，他将他的旗艦移回到范蕭湾號，以进攻冲绳島。1945年4月，斯普拉格被任命为第2航空母艦分隊的指挥官，这是一个快速航艦特遣编队，并在1945年6月1日将他的旗艦移至提康德羅加號航空母艦（CV-14）。他的特遣编队負責对抗日本本土的九州、本州和北海道。在1945年8月15日這天，斯普拉格在本州东海岸151英里处航行时收到了戰爭結束的通知。日本投降后的第四天，斯普拉格率領提康德罗加號駛入東京灣。

## 战后 - 十字路口行动和最後的任務
于1945年11月，斯普拉格搭乘班寧頓號航空母艦（CV-20）返回西海岸。接下来的一个月裏，他在华盛顿特区的白宫向海军领导人作了简报。1946年2月在加利福尼亚州圣地亚哥，斯普拉格在他的旗艦香格里拉號航空母艦（CV-38）被任命为第1聯合特遣部隊第6海軍飛行大隊（Navy Air Group 1.6）的指挥官。在接下来的六个月里，他在馬紹爾群島的比基尼环礁的十字路口行动中支援海军航空兵进行核试验。
1946年8月，在德克萨斯州科珀斯克里斯蒂，斯普拉格被任命为海军航空基础训练的主管。1948年1月，他被重新任命为海军航空高级训练的指挥官。他的訓練生涯于1948年4月结束。斯普拉格的最后一次远洋指挥是从1948年5月到10月作为第6航空母艦分隊的指挥官，他的旗艦為奇爾沙治號航空母艦(CV-33)。这次航程中，奇爾沙治號在地中海行動。1949年1月1日至1950年2月，斯普拉格在加利福尼亚州圣地亚哥的科罗纳多海军航空站中担任海军第11和第12军区的海军飛行基地指挥官。1950年3月，斯普拉格被重新指派，调往阿拉斯加，在那里他担任第十七海军军区司令和科迪亚克岛的阿拉斯加領海疆域指挥官。在1950年11月12日，他就是在这里登上波音B-29超级堡垒，成为第一位飞越北极的美国海军将軍。

## 退休和逝世
1951年8月9日，斯普拉格申請从海军自愿退役，并于1951年11月1日正式退役。按照当时的惯例，他在退休时被提拔为海军中将，以表彰他的海军十字勋章。他總共服役了34年4个月零4天。1955年3月，斯普拉格因心脏衰弱而病倒，并被送到加利福尼亚州圣地亚哥的海军医院。1955年4月1日，59岁的斯普拉格因严重的心脏病发作去世。两天后，他被安葬在加利福尼亚州圣地亚哥洛马角的罗斯克兰斯堡国家公墓。

## 獎章或勳章
以下是克利夫頓·斯普拉格中将的勳帶：
|                                       |                                                       |                           |  |
| V · Gold star · Gold star · Gold star |                                                       |                           |  |
| Bronze star · Bronze star             |                                                       | Bronze star               |  |
| Bronze star                           | Silver star · Bronze star · Bronze star · Bronze star |                           |  |
|                                       |                                                       | Bronze star · Bronze star |  |

| 美國海军飞行员徽章 |                                |                                |                                |                                |                                |                                   |                                   |                                   |                                   |                                   |                                   |
| 第一行             | 海軍十字勳章                   | 海軍十字勳章                   | 海軍十字勳章                   | 海軍十字勳章                   | 海軍十字勳章                   | 綴有“V”型標誌和三颗金星的功績勳章 | 綴有“V”型標誌和三颗金星的功績勳章 | 綴有“V”型標誌和三颗金星的功績勳章 | 綴有“V”型標誌和三颗金星的功績勳章 | 綴有“V”型標誌和三颗金星的功績勳章 | 綴有“V”型標誌和三颗金星的功績勳章 |
| 第二行             | 綴有两颗星的總統單位表彰       | 綴有两颗星的總統單位表彰       | 綴有两颗星的總統單位表彰       | 海军单位奖状                   | 海军单位奖状                   | 海军单位奖状                      | 带有护航扣環的一战胜利奖章        | 带有护航扣環的一战胜利奖章        | 带有护航扣環的一战胜利奖章        |                                   |                                   |
| 第三排             | 带有舰队扣環的美国国防服务奖章 | 带有舰队扣環的美国国防服务奖章 | 带有舰队扣環的美国国防服务奖章 | 綴有八颗服役星章的亚太战役奖章 | 綴有八颗服役星章的亚太战役奖章 | 綴有八颗服役星章的亚太战役奖章    | 美国戰役奖章                      | 美国戰役奖章                      | 美国戰役奖章                      |                                   |                                   |
| 第四行             | 二战胜利勋章                   | 二战胜利勋章                   | 二战胜利勋章                   | 国防服务奖章                   | 国防服务奖章                   | 国防服务奖章                      | 綴有两颗服务星章的菲律宾解放勋章  | 綴有两颗服务星章的菲律宾解放勋章  | 綴有两颗服务星章的菲律宾解放勋章  |                                   |                                   |

## 以其命名
奥利弗·哈扎德·佩里级导弹护卫舰克利夫顿斯普拉格號（FFG-16）以斯普拉格中将的名字命名。海军十字勋章的非机密奖状一直陈列在軍官活動室裏，一直到退役之前不久才取下。

## 图书
- Hornfischer, James D. . New York: Bantam Books. 2004. ISBN 978-0-553-80257-3. OCLC 53019787.
- Morison, Samuel E. . History of United States Naval Operations in World War II. Edison, New Jersey: Castle Books. 2001 [1958]. ISBN 0-7858-1313-6. OCLC 52204538.
- Thomas, Evan，（2007年），《雷霆之海：四位海军指挥官以及最后一場大海战》，纽约：西蒙與舒斯特，ISBN 9780743252225。
- Wukovits, John F. . Annapolis, Maryland: Naval Institute Press. 1995. ISBN 1-55750-944-1. OCLC 32273984.
- Y'Blood, William T. . Annapolis, Maryland: Naval Institute Press. 1987. ISBN 0-87021-275-3. OCLC 15489283.